# Phyllolabis meridionalis
Phyllolabis meridionalis là một loài ruồi trong họ Limoniidae. Chúng phân bố ở miền Tân bắc.